# Lehmann (Mondkrater)
Lehmann ist ein Einschlagkrater am westlichen Rand der Mondvorderseite, unmittelbar nördlich des Randes der Wallebene Schickard.
Der Kraterrand ist stark erodiert, das Innere weitgehend eben.
Durch eine Öffnung im südlichen Kraterrand besteht eine Verbindung des Kraterinneren zur Kraterebene des Schickard.
| Buchstabe | Position           | Durchmesser | Link |
| --------- | ------------------ | ----------- | ---- |
| A         | 39,52° S, 53,84° W | 30 km       |      |
| C         | 35,57° S, 50,17° W | 15 km       |      |
| D         | 39,56° S, 57,49° W | 12 km       |      |
| E         | 37,46° S, 54,95° W | 45 km       |      |
| H         | 41,03° S, 58,71° W | 14 km       |      |
| K         | 36,44° S, 50,53° W | 5 km        |      |
| L         | 36,42° S, 52,03° W | 6 km        |      |

Der Krater wurde 1935 von der IAU nach dem deutschen Astronomen Jacob Heinrich Wilhelm Lehmann offiziell benannt.